# Grand Prix automobile du Brésil 2007
GP précédent GP suivant
Le Grand Prix automobile du Brésil 2007 (Formula 1 Grande Prêmio do Brasil 2007), disputé sur l'autodrome José Carlos Pace (Interlagos) le 21 octobre 2007 est la 785e épreuve du championnat du monde de Formule 1 courue depuis 1950 et la dix-septième et dernière manche du championnat 2007.

## Essais libres

### Vendredi matin

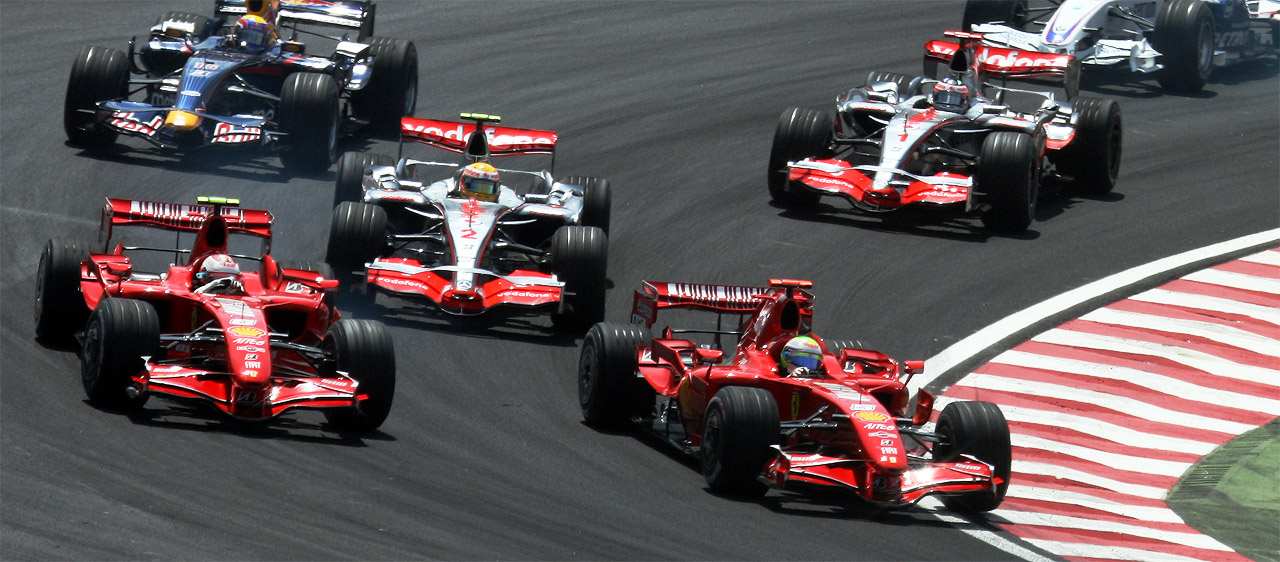
Le départ : Felipe Massa devance Räikkönen, Hamilton et Alonso

| Pos. | Pilote            | Voiture          | Chrono         | Écart     |
| ---- | ----------------- | ---------------- | -------------- | --------- |
| 1    | Kimi Räikkönen    | Ferrari          | 1 min 19 s 580 |           |
| 2    | Felipe Massa      | Ferrari          | 1 min 20 s 062 | + 0 s 482 |
| 3    | Heikki Kovalainen | Renault          | 1 min 20 s 829 | + 1 s 249 |
| 4    | Nico Rosberg      | Williams-Toyota  | 1 min 21 s 064 | + 1 s 484 |
| 5    | Lewis Hamilton    | McLaren-Mercedes | 1 min 21 s 121 | + 1 s 541 |
| 6    | Ralf Schumacher   | Toyota           | 1 min 21 s 243 | + 1 s 663 |

### Vendredi après-midi

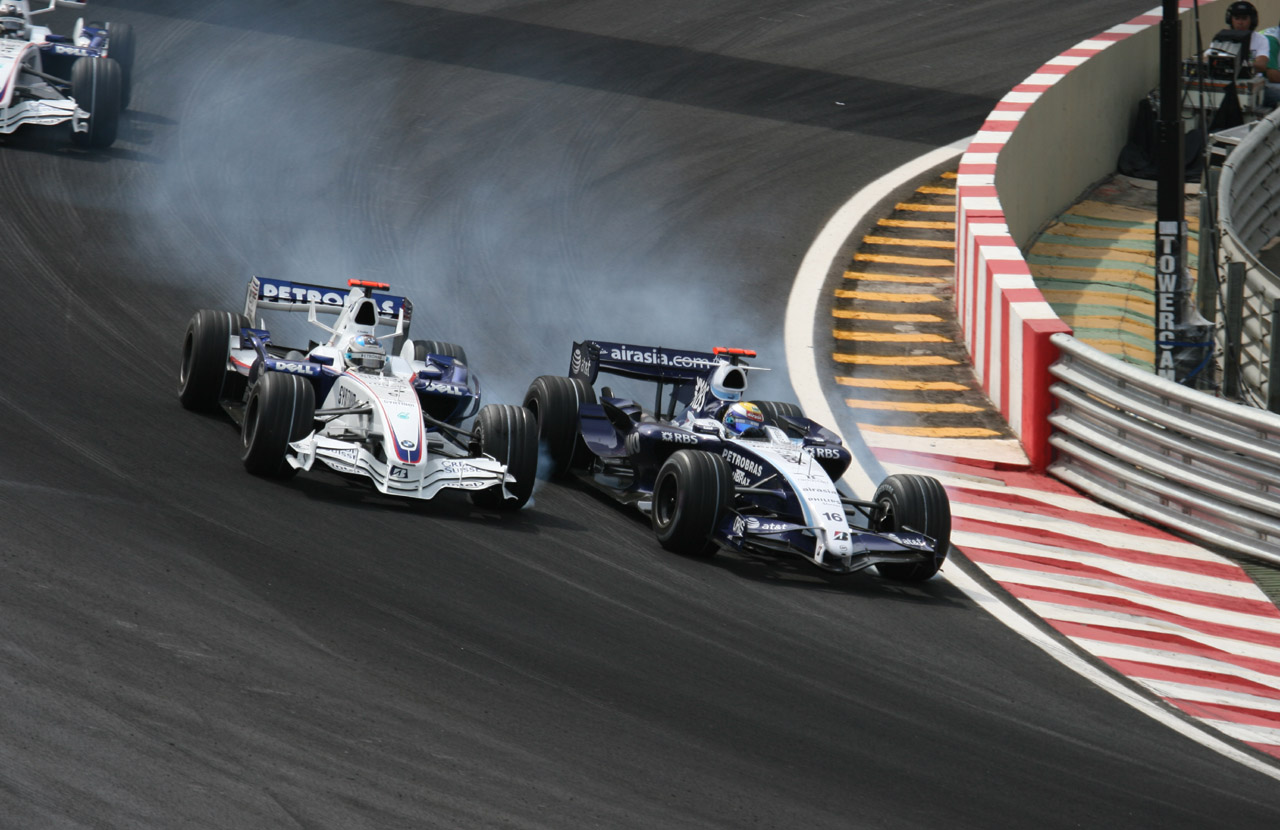
Rosberg dépasse Heidfeld dans les esses de Senna

| Pos. | Pilote               | Voiture          | Chrono         | Écart   |
| ---- | -------------------- | ---------------- | -------------- | ------- |
| 1    | Lewis Hamilton       | McLaren-Mercedes | 1 min 12 s 767 |         |
| 2    | Fernando Alonso      | McLaren-Mercedes | 1 min 12 s 889 | 0 s 122 |
| 3    | Felipe Massa         | Ferrari          | 1 min 13 s 075 | 0 s 308 |
| 4    | Kimi Räikkönen       | Ferrari          | 1 min 13 s 112 | 0 s 345 |
| 5    | Giancarlo Fisichella | Renault          | 1 min 13 s 549 | 0 s 782 |
| 6    | Robert Kubica        | BMW Sauber       | 1 min 13 s 587 | 0 s 820 |

### Samedi matin
| Pos. | Pilote             | Voiture          | Chrono         | Écart     |
| ---- | ------------------ | ---------------- | -------------- | --------- |
| 1    | Felipe Massa       | Ferrari          | 1 min 11 s 810 |           |
| 2    | Lewis Hamilton     | McLaren-Mercedes | 1 min 11 s 934 | + 0 s 124 |
| 3    | Kimi Räikkönen     | Ferrari          | 1 min 11 s 942 | + 0 s 132 |
| 4    | Mark Webber        | Red Bull-Renault | 1 min 12 s 446 | + 0 s 636 |
| 5    | Jarno Trulli       | Toyota           | 1 min 12 s 461 | + 0 s 651 |
| 6    | Rubens Barrichello | Honda            | 1 min 12 s 478 | + 0 s 668 |

Notes : 

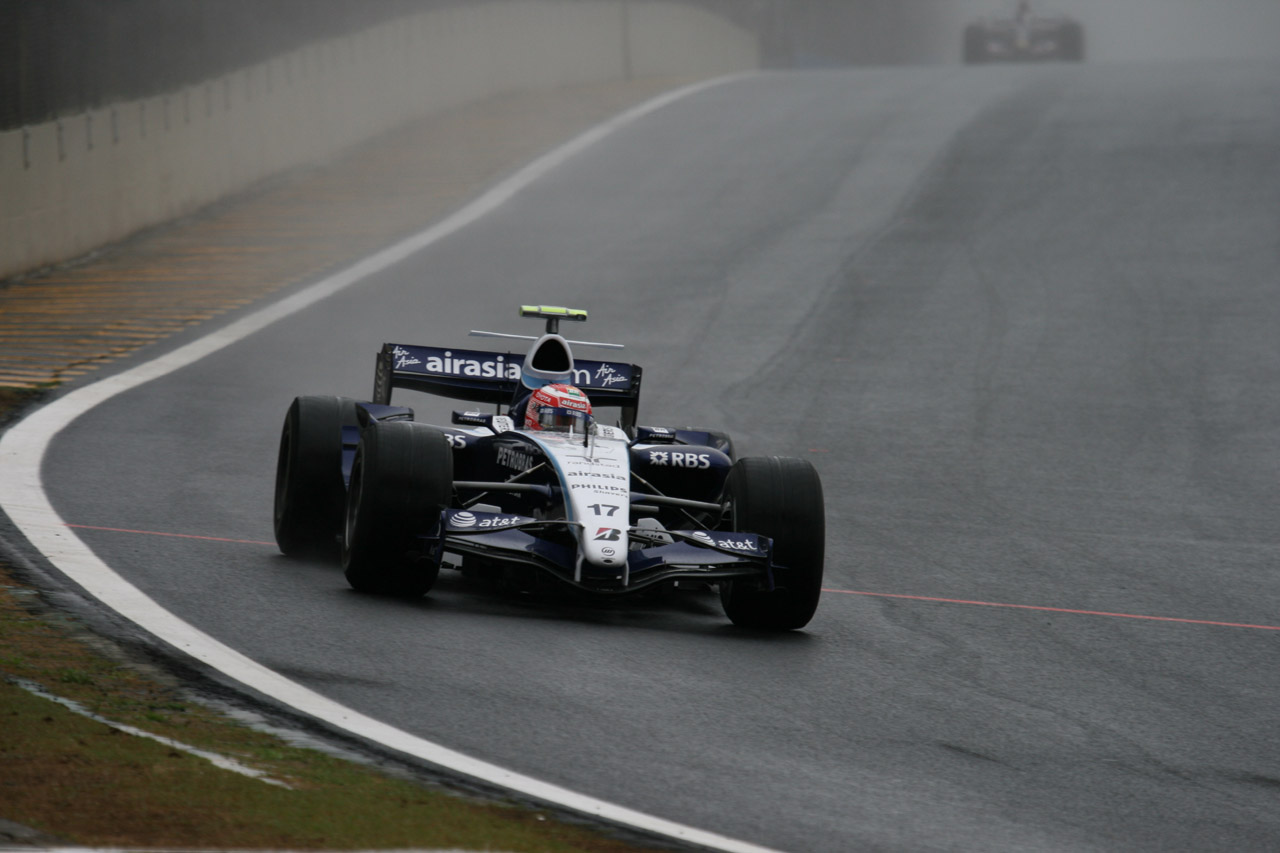
Kazuki Nakajima lors des essais

- Lewis Hamilton, Jenson Button et Takuma Satō ont utilisé deux trains de pneus intermédiaires durant la première séance d'essais libres, en infraction avec l'article 25.3 du règlement sportif de la Formule 1 qui stipule qu'il est interdit d'utiliser plus d'un train de pneus intermédiaires et un train de pneus maxi-pluie pendant les deux premières séances libres. Ces trois pilotes ont été convoqués par les commissaires sportifs pour s'expliquer à l'issue de la deuxième séance d'essais libres.
- À l'issue de la seconde séance d'essais libres, les commissaires de course ont infligé une amende de 15 000€ à Lewis Hamilton, Jenson Button et Takuma Satō pour avoir utilisé deux trains de pneus intermédiaires lors de la séance d'essais libres du vendredi matin. Aucune sanction sportive n'a été infligée aux trois pilotes incriminés.

## Grille de départ

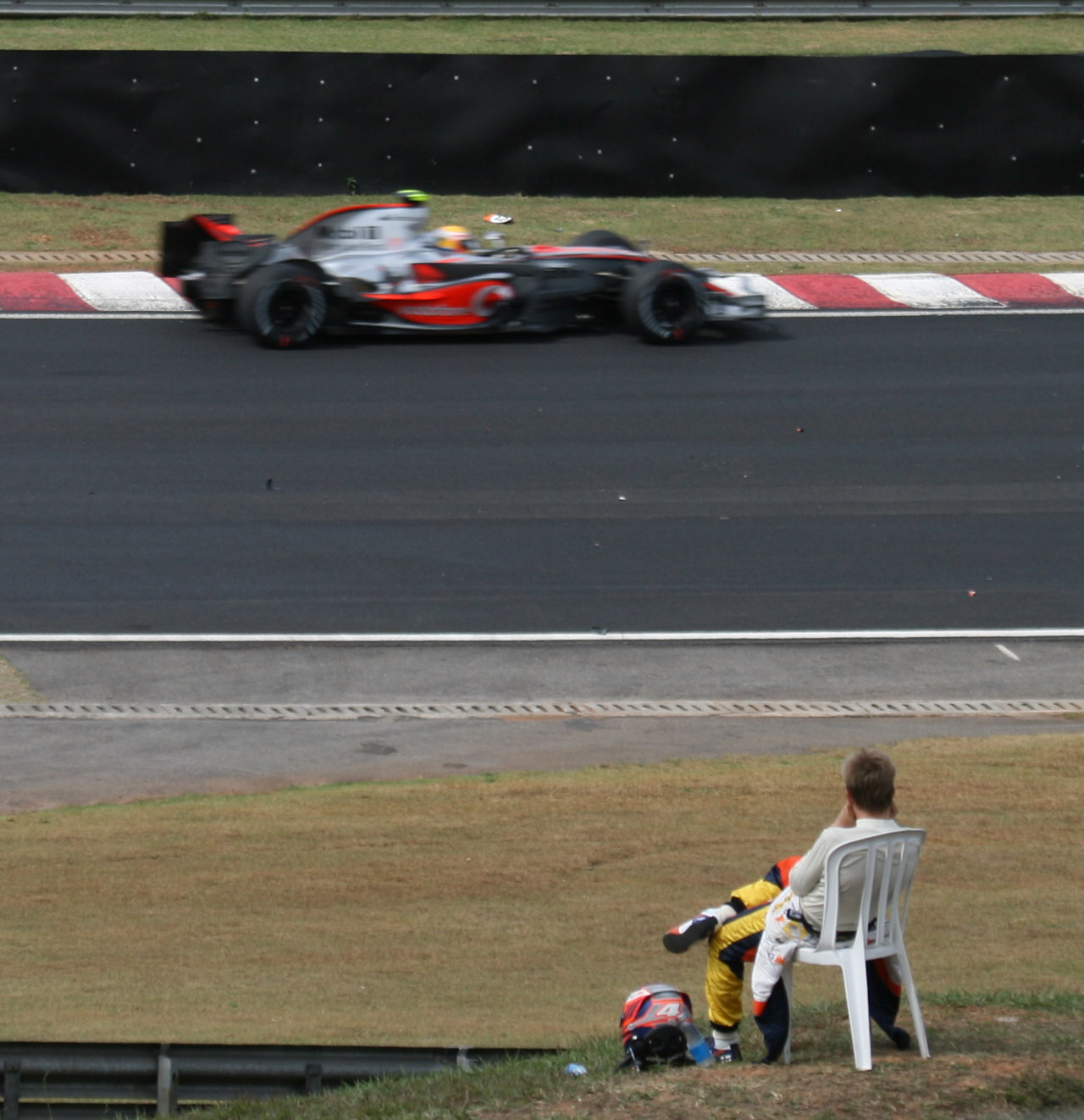
Heikki Kovalainen réduit au rôle de spectateur après son abandon

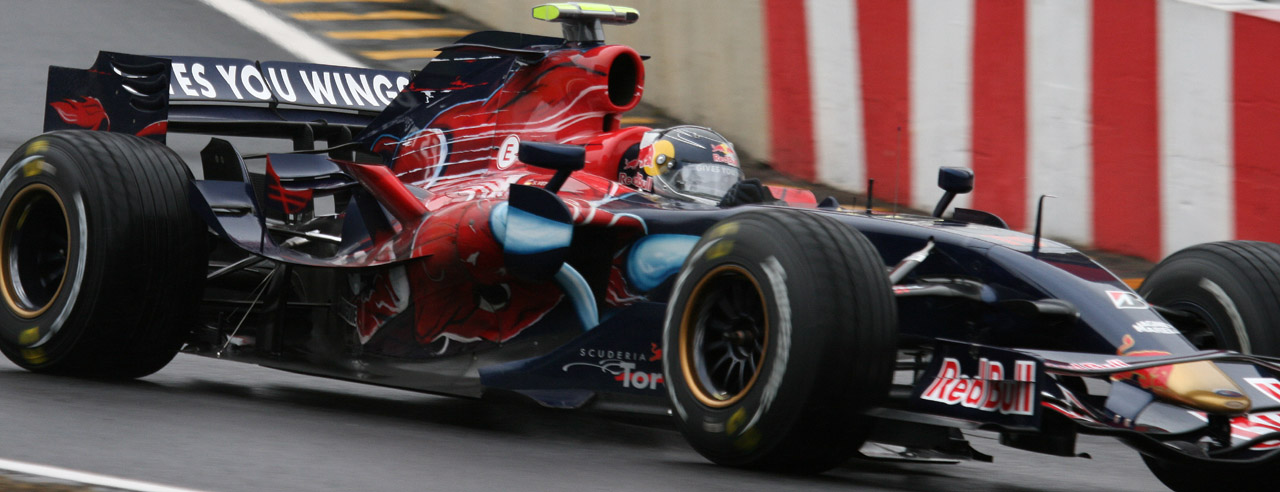
Sebastian Vettel sort de la pitlane

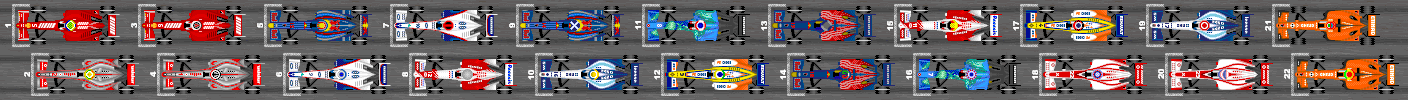
La grille de départ du Grand Prix

| Pos. | Pilote               | Écurie             | Qualifications 1 | Qualifications 2 | Qualifications 3 |
| ---- | -------------------- | ------------------ | ---------------- | ---------------- | ---------------- |
| 1    | Felipe Massa         | Ferrari            | 1 min 12 s 303   | 1 min 12 s 374   | 1 min 11 s 931   |
| 2    | Lewis Hamilton       | McLaren-Mercedes   | 1 min 13 s 033   | 1 min 12 s 296   | 1 min 12 s 082   |
| 3    | Kimi Räikkönen       | Ferrari            | 1 min 13 s 016   | 1 min 12 s 161   | 1 min 12 s 322   |
| 4    | Fernando Alonso      | McLaren-Mercedes   | 1 min 12 s 895   | 1 min 12 s 637   | 1 min 12 s 356   |
| 5    | Mark Webber          | Red Bull-Renault   | 1 min 13 s 081   | 1 min 12 s 683   | 1 min 12 s 928   |
| 6    | Nick Heidfeld        | BMW Sauber         | 1 min 13 s 472   | 1 min 12 s 888   | 1 min 13 s 081   |
| 7    | Robert Kubica        | BMW Sauber         | 1 min 13 s 085   | 1 min 12 s 641   | 1 min 13 s 129   |
| 8    | Jarno Trulli         | Toyota             | 1 min 13 s 470   | 1 min 12 s 832   | 1 min 13 s 195   |
| 9    | David Coulthard      | Red Bull-Renault   | 1 min 13 s 264   | 1 min 12 s 846   | 1 min 13 s 272   |
| 10   | Nico Rosberg         | Williams-Toyota    | 1 min 13 s 707   | 1 min 12 s 752   | 1 min 13 s 477   |
| 11   | Rubens Barrichello   | Honda              | 1 min 13 s 661   | 1 min 12 s 932   |                  |
| 12   | Giancarlo Fisichella | Renault            | 1 min 13 s 482   | 1 min 12 s 968   |                  |
| 13   | Sebastian Vettel     | Toro Rosso-Ferrari | 1 min 13 s 853   | 1 min 13 s 058   |                  |
| 14   | Vitantonio Liuzzi    | Toro Rosso-Ferrari | 1 min 13 s 607   | 1 min 13 s 251   |                  |
| 15   | Ralf Schumacher      | Toyota             | 1 min 13 s 767   | 1 min 13 s 315   |                  |
| 16   | Jenson Button        | Honda              | 1 min 14 s 054   | 1 min 13 s 469   |                  |
| 17   | Heikki Kovalainen    | Renault            | 1 min 14 s 078   |                  |                  |
| 18   | Takuma Satō          | Super Aguri-Honda  | 1 min 14 s 098   |                  |                  |
| 19   | Kazuki Nakajima      | Williams-Toyota    | 1 min 14 s 417   |                  |                  |
| 20   | Anthony Davidson     | Super Aguri-Honda  | 1 min 14 s 596   |                  |                  |
| 21   | Adrian Sutil         | Spyker-Ferrari     | 1 min 15 s 217   |                  |                  |
| 22   | Sakon Yamamoto       | Spyker-Ferrari     | 1 min 15 s 487   |                  |                  |

## Course

### Classement de la course
| Pos. | no | Pilote               | Écurie             | Tours | Temps/Abandon                      | Grille | Points |
| ---- | -- | -------------------- | ------------------ | ----- | ---------------------------------- | ------ | ------ |
| 1    | 6  | Kimi Räikkönen       | Ferrari            | 71    | 1 h 28 min 15 s 270 (207,973 km/h) | 3      | 10     |
| 2    | 5  | Felipe Massa         | Ferrari            | 71    | + 1 s 493                          | 1      | 8      |
| 3    | 1  | Fernando Alonso      | McLaren-Mercedes   | 71    | + 57 s 019                         | 4      | 6      |
| 4    | 16 | Nico Rosberg         | Williams-Toyota    | 71    | + 1 min 02 s 848                   | 10     | 5      |
| 5    | 10 | Robert Kubica        | BMW Sauber         | 71    | + 1 min 10 s 957                   | 7      | 4      |
| 6    | 9  | Nick Heidfeld        | BMW Sauber         | 71    | + 1 min 11 s 317                   | 6      | 3      |
| 7    | 2  | Lewis Hamilton       | McLaren-Mercedes   | 70    | + 1 tour                           | 2      | 2      |
| 8    | 12 | Jarno Trulli         | Toyota             | 70    | + 1 tour                           | 8      | 1      |
| 9    | 14 | David Coulthard      | Red Bull-Renault   | 70    | + 1 tour                           | 9      |        |
| 10   | 17 | Kazuki Nakajima      | Williams-Toyota    | 70    | + 1 tour                           | 19     |        |
| 11   | 11 | Ralf Schumacher      | Toyota             | 70    | + 1 tour                           | 15     |        |
| 12   | 22 | Takuma Satō          | Super Aguri-Honda  | 69    | + 2 tours                          | 18     |        |
| 13   | 18 | Vitantonio Liuzzi    | Toro Rosso-Ferrari | 69    | + 2 tours                          | 14     |        |
| 14   | 23 | Anthony Davidson     | Super Aguri-Honda  | 68    | + 3 tours                          | 20     |        |
| Abd. | 20 | Adrian Sutil         | Spyker-Ferrari     | 43    | Freins                             | 21     |        |
| Abd. | 8  | Rubens Barrichello   | Honda              | 40    | Moteur                             | 11     |        |
| Abd. | 4  | Heikki Kovalainen    | Renault            | 35    | Accident                           | 17     |        |
| Abd. | 19 | Sebastian Vettel     | Toro Rosso-Ferrari | 34    | Hydraulique                        | 13     |        |
| Abd. | 7  | Jenson Button        | Honda              | 20    | Moteur                             | 16     |        |
| Abd. | 15 | Mark Webber          | Red Bull-Renault   | 14    | Transmission                       | 5      |        |
| Abd. | 21 | Sakon Yamamoto       | Spyker-Ferrari     | 2     | Collision                          | 22     |        |
| Abd. | 3  | Giancarlo Fisichella | Renault            | 2     | Collision                          | 12     |        |

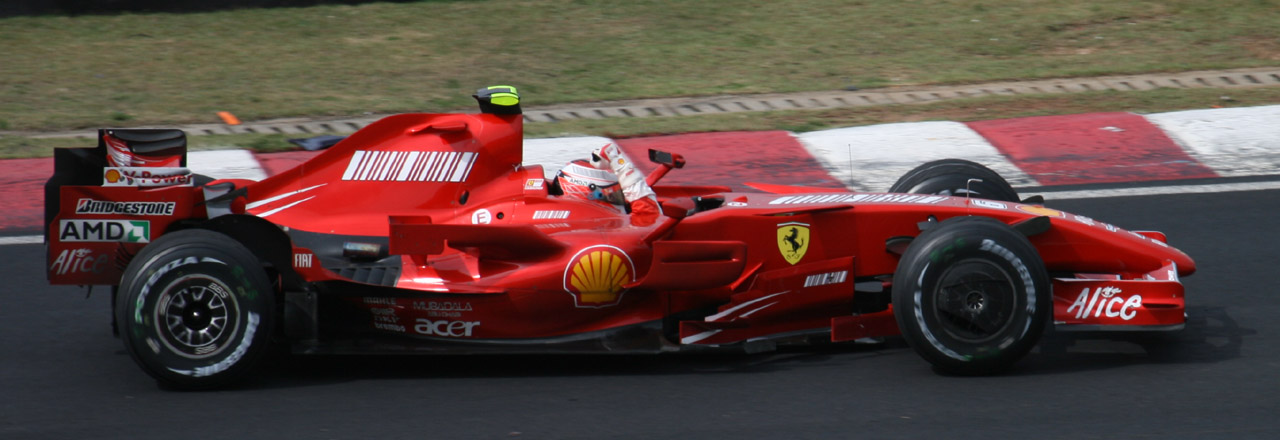
Kimi Raïkkönen devient champion du monde à l'issue de cette course

- Les commissaires de course n'ont pas donné suite à la plainte déposée par l'écurie McLaren à l'encontre de Williams et BMW Sauber pour température du carburant non conforme car dans un écart de plus de 10 °C entre celle ambiante (37 °C) et celles mesurées dans les voitures (entre 23 et 25 °C). McLaren avait fait appel de cette décision, mais le tribunal d'appel de la FIA entérina définitivement le résultat le 16 novembre.

### Pole position et record du tour
- Pole position :  Felipe Massa (Ferrari) en 1 min 11 s 931 (vitesse moyenne : 215,657 km/h)[6].
- Meilleur tour en course :  Kimi Räikkönen (Ferrari) en 1 min 12 s 445 au 66e tour (vitesse moyenne : 214,127 km/h)[7].

### Tours en tête
- Felipe Massa (Ferrari) : 46 tours (1-19 / 23-49) ;
- Kimi Räikkönen (Ferrari) : 24 tours (20-21 / 50-71) ;
- Fernando Alonso (McLaren-Mercedes) : 1 tour (22)[8].

## Classements généraux à l'issue de la course
| Pos. | Pilote               | Écurie                        | Points |
| ---- | -------------------- | ----------------------------- | ------ |
| 1    | Kimi Räikkönen       | Ferrari                       | 110    |
| 2    | Lewis Hamilton       | McLaren-Mercedes              | 109    |
| 3    | Fernando Alonso      | McLaren-Mercedes              | 109    |
| 4    | Felipe Massa         | Ferrari                       | 94     |
| 5    | Nick Heidfeld        | BMW Sauber                    | 61     |
| 6    | Robert Kubica        | BMW Sauber                    | 39     |
| 7    | Heikki Kovalainen    | Renault                       | 30     |
| 8    | Giancarlo Fisichella | Renault                       | 21     |
| 9    | Nico Rosberg         | Williams-Toyota               | 20     |
| 10   | David Coulthard      | Red Bull-Renault              | 14     |
| 11   | Alexander Wurz       | Williams-Toyota               | 13     |
| 12   | Mark Webber          | Red Bull-Renault              | 10     |
| 13   | Jarno Trulli         | Toyota                        | 8      |
| 14   | Sebastian Vettel     | BMW Sauber Toro Rosso-Ferrari | 6      |
| 15   | Jenson Button        | Honda                         | 6      |
| 16   | Ralf Schumacher      | Toyota                        | 5      |
| 17   | Takuma Satō          | Super Aguri-Honda             | 4      |
| 18   | Vitantonio Liuzzi    | Toro Rosso-Ferrari            | 3      |
| 19   | Adrian Sutil         | Spyker-Ferrari                | 1      |

| Pos. | Écurie             | Points |
| ---- | ------------------ | ------ |
| 1    | Ferrari            | 204    |
| 2    | BMW Sauber         | 101    |
| 3    | Renault            | 51     |
| 4    | Williams-Toyota    | 33     |
| 5    | Red Bull-Renault   | 24     |
| 6    | Toyota             | 13     |
| 7    | Toro Rosso-Ferrari | 8      |
| 8    | Honda              | 6      |
| 9    | Super Aguri-Honda  | 4      |
| 10   | Spyker-Ferrari     | 1      |

Le 13 septembre 2007, dans le cadre de l'affaire d'espionnage, le Conseil Mondial de la FIA a privé McLaren de tous ses points acquis depuis le début de la saison.

## Statistiques
Le Grand Prix du Brésil 2007 représente :
- la 9e pole position de sa carrière pour Felipe Massa[10] ;
- la 15e victoire de sa carrière pour Kimi Räikkönen[11] ;
- la 201e victoire pour Ferrari en tant que constructeur[12] ;
- le 76e doublé pour Ferrari en tant que constructeur[13] ;
- la 201e victoire pour Ferrari en tant que motoriste[14] ;
- le 1er Grand Prix pour Kazuki Nakajima, 20 ans après les débuts de son père Satoru, lors du même Grand Prix du Brésil (mais sur le circuit de Jacarepaguá).
- le 180e et dernier Grand Prix pour Ralf Schumacher.
- le 17e et dernier Grand Prix de l'écurie Spyker F1 Team.

Au cours de ce Grand Prix :
- Kimi Räikkönen remporte son 1er titre de champion du monde[15] ;
- Pour la première fois depuis ses débuts, Rubens Barrichello, pilote le plus capé du plateau, n'inscrit aucun point durant la saison[16] ;
- Trois pilotes japonais, Sakon Yamamoto, Takuma Satō et Kazuki Nakajima ont pris le départ du Grand Prix.
- Lors de son arrêt au stand au 31e tour, Kazuki Nakajima a renversé, sans gravité, deux de ses mécaniciens en ratant son freinage.
- À l'issue de la saison, les pilotes Ferrari (Kimi Räikkönen et Felipe Massa) et les pilotes McLaren (Lewis Hamilton et Fernando Alonso) ont obtenu :
  - Toutes les victoires de la saison (six pour Räikkönen, quatre pour Alonso et Hamilton, trois pour Massa)[17] ;
  - Toutes les pole positions de la saison (six pour Hamilton et Massa, trois pour Räikkönen et deux pour Alonso)[18] ;
  - Tous les meilleurs tours en course de la saison (six pour Massa et Räikkönen, trois pour Alonso et deux pour Hamilton)[19].